# ویلزدروف
شهر ویلزدروف (به آلمانی: Wilsdruff) در ایالت زاکسن در کشور آلمان واقع شده‌است.